# Хигби, Лена
Лена Сатклифф Хигби (англ. Lenah H. Sutcliffe Higbee; 18 мая 1874, Мирамиши, Канада — 10 января 1941, Уинтер-Парк, США) — американская морская старшая медсестра канадского происхождения, служила руководителем Корпуса медсестёр ВМС США во время Первой мировой войны. Стала первой женщиной, награждённой Военно-морским крестом.

## Биография
Лена Сатклифф родилась 18 мая 1874 года в канадском городке Мирамиши. В 1899 году она выучилась на медсестру в Нью-Йорке и стала работать по специальности. В 1908 году Хигби получила степень магистра в Фордхемском университете, а в октябре того же года поступила на службу в только что созданный Корпус медсестёр ВМС США, став одной из первых двенадцати его членов. Эти медсестры, которых стали называть «Святой дюжиной», были первыми женщинами официально вступившими в состав флота США. В 1909 году Хигби повысили до звания старшей медсестры. В апреле она стала главной медсестрой Военно-морского госпиталя Норфолка.
В январе 1911 года миссис Хигби (она была вдовой подполковника Корпуса морской пехоты Джона Хигби) стала вторым суперинтендантом Корпуса медсестёр. За её заслуги на этом посту во время Первой мировой войны она была награждена Военно-морским крестом, став первой живущей женщиной, получившей эту награду. Ушла в отставку 23 ноября 1922 года.

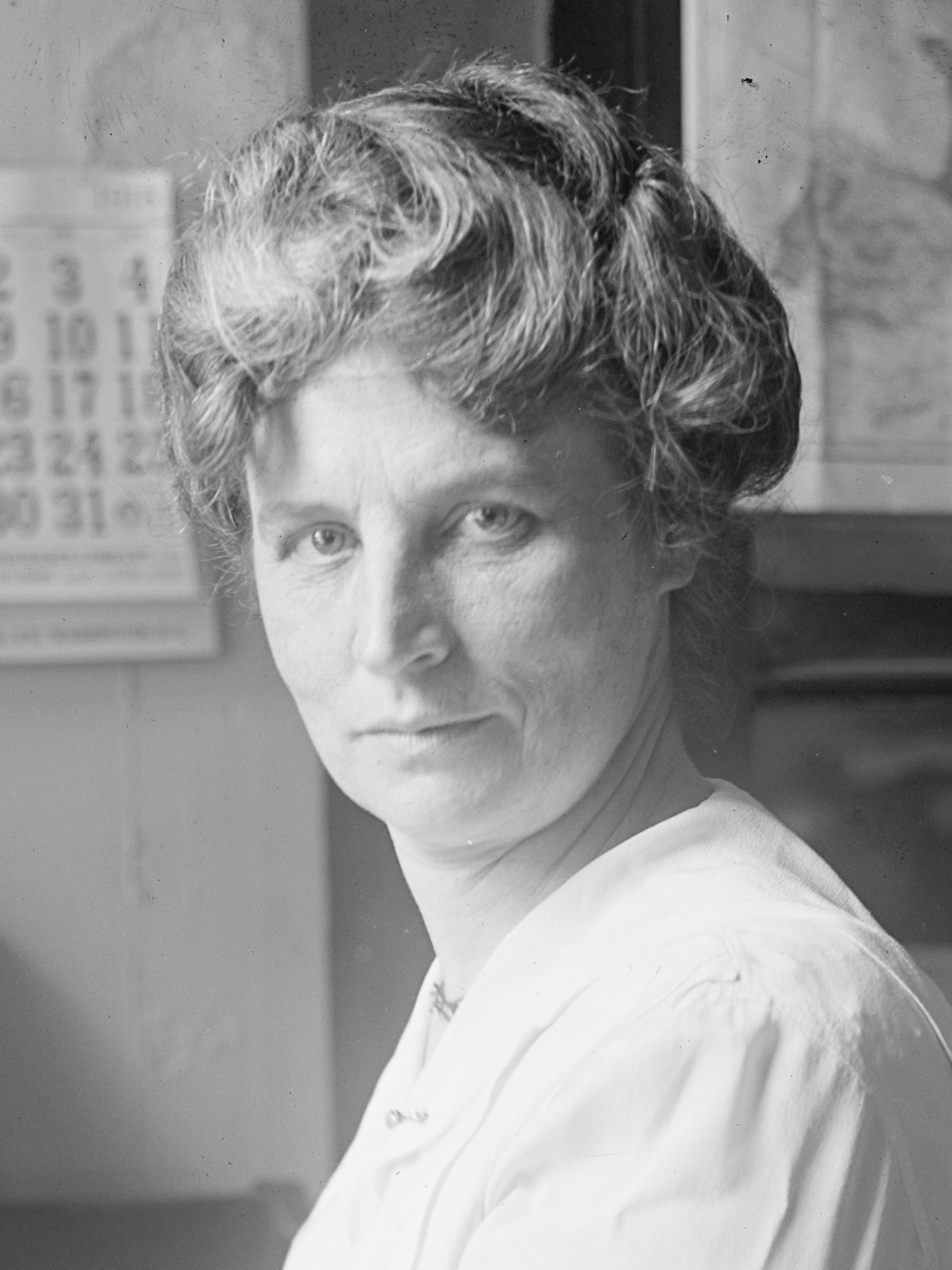
Лена Хигби в 1918 году

Умерла в Уинтер-Парке, Флорида 10 января 1941 года, похоронена на Арлингтонском национальном кладбище.
В честь Лены Хигби назван эскадренный миноносец USS Higbee (DD-806), став первым американским кораблём, названным в честь женщины.